# Wspinacznica aksamitna
Wspinacznica aksamitna (Dendroprionomys rousseloti) – gatunek ssaka z podrodziny nadrzewników (Dendromurinae) w obrębie rodziny malgaszomyszowatych (Nesomyidae); jedyny przedstawiciel rodzaju wspinacznica (Dendroprionomys). Zamieszkuje endemicznie Kongo.
Rodzaj i gatunek typowy opisał w 1966 roku Francis Petter na łamach czasopisma „Mammalia”. Jako miejsce typowe wskazał Zoological Gardens w Brazzaville w południowo-wschodnim Kongu.